# Johan Willem van Kleef
Johan Willem van Gulik-Berg-Kleef (28 mei 1562 - 25 maart 1609) was van 1574 tot 1584 prins-bisschop van Münster en van 1592 tot aan zijn dood hertog van Gulik-Berg-Kleef. Hij behoorde tot het huis van der Mark.

## Levensloop
Johan Willem was de zoon van hertog Willem de Rijke van Gulik-Berg-Kleef en Maria van Oostenrijk, dochter van keizer Ferdinand I. Hij groeide op en volgde zijn opleiding in Xanten en als jongere zoon was hij oorspronkelijk bestemd voor een kerkelijke loopbaan. Zo was hij van 1574 tot 1584 prins-bisschop van Münster. Na de onverwachte dood van zijn oudere broer Karel Frederik werd hij echter de nieuwe erfopvolger van Gulik-Berg-Kleef, waardoor hij de geestelijkheid diende te verlaten. 
In zijn jeugd had hij een ziekelijk en zwak gestel. Ook had hij een geestelijke stoornis. In depressieve buien verwondde hij zijn bedienden en weigerde hij te eten of op normale tijdstippen naar bed te gaan. Dit zorgde ervoor dat zijn artsen, raadgevers en familieleden schrik kregen dat Johan Willem geen kinderen zou kunnen krijgen en er hierdoor een dynastieke crisis zou ontstaan. Ook was hij een fervente en fanatieke katholiek die niet toevertrouwd kon worden met delicate politieke zaken.
Op 16 juni 1585 huwde hij met Jacoba van Baden (1558-1597), dochter van markgraaf Filibert van Baden-Baden. Het huwelijk liep al vanaf het begin stroef, omdat Johan Willems vader Jacoba nooit volledig aanvaardde als schoondochter. Ook werd de steeds ambitieuzer wordende Johan Willem uitgesloten van de regeringszaken. Johan Willem en Jacoba slaagden er ook niet om nakomelingen voort te brengen, hoewel ze regelmatig seksueel contact hadden. 
In de zomer van 1589 was Johan Willem een tijd lang krankzinnig en in oktober 1589 werd zijn geestelijke gezondheid permanent teruggeworpen. In januari 1590 was de situatie zo erg dat Johan Willem ontwapend moest worden en in een veilige kamer onder bewaking moest leven. 
In 1592 volgde hij zijn vader op als hertog van Gulik-Berg-Kleef. Zijn echtgenote Jacoba was intussen een buitenechtelijke relatie begonnen en werd beschuldigd van te veel seksuele contacten te hebben met haar echtgenoot en overspel te plegen. Ook werd bij haar de schuld gelegd voor het uitblijven van nakomelingen. Op 3 september 1597 werd Jacoba in verdachte omstandigheden dood aangetroffen, vermoedelijk vergiftigd of gewurgd om plaats te maken voor een meer vruchtbare vrouw. 
Door de jaren heen werden er vele behandelingen en toverdrankjes uitgetest op Johan Willem, die allemaal geen effect hadden en waardoor hij bang werd van hekserij en om vergiftigd te worden. Toen zijn adviseurs hulp gingen zoeken bij de zogenaamde wonderdokter Johann Lumkin, moesten de medicijnen van Johan Willem vermengd worden in zijn eten omdat Johan Willem weigerde om medicijnen te nemen. Omdat ook diens behandeling geen effect had, moest Lumkin in juni 1599 wegvluchten, nadat de adviesraad van Johan Willem een arrestatiebevel tegen hem had uitgevaardigd.
Op 20 juni 1599 huwde hij met zijn tweede echtgenote Antoinette van Lotharingen (1568-1610), dochter van hertog Karel III van Lotharingen. Ook bij dit huwelijk bleven nakomelingen uit, waardoor de achterdocht begon te rijzen dat zowel Johan Willem als Antoinette behekst waren. In 1604 zond zijn schoonvader twee Italiaanse exorcisten naar Düsseldorf. De vele exorcismebeurten en een pelgrimstocht naar het protestantse Aken haalden echter niets uit. Op 25 maart 1609 stierf Johan Willem als laatste mannelijke lid van het huis van der Mark op 46-jarige leeftijd.
Na de dood van Johan Willem volgde de Gulik-Kleefse Successieoorlog (1609-1614) en werd de erfenis opgeëist door onder andere de erfgenamen van zijn twee oudste zussen, samen de Bezitters genoemd: dochter van Maria Eleonora van Gulik-Kleef, nicht Anna van Pruisen en haar echtgenoot de protestantse keurvorst Johan Sigismund van Brandenburg enerzijds en de zoon van zijn zus Anna van Kleef, de vanaf 1613 bekeerde katholieke vorst Wolfgang Willem van Palts-Neuburg anderzijds. Leopold V van Habsburg probeerde tot 1610 ook aanspraak te maken op de erfenis. In 1614 volgde de 2de oorlog tussen de Bezitters onderling. 
Uiteindelijk ging het hertogdom Kleef naar het protestantse Brandenburg en het hertogdom Gulik-Berg naar het katholieke Palts-Neuburg, nadat de landerijen meermaals door militaire troepen waren verwoest en het grootste deel van de fabelachtige welvaart die de landerijen bezaten was verdwenen. 

## Voorouders
| Voorouders van Johan Willem van Kleef | Voorouders van Johan Willem van Kleef                                  | Voorouders van Johan Willem van Kleef                                  | Voorouders van Johan Willem van Kleef                                            | Voorouders van Johan Willem van Kleef                                            | Voorouders van Johan Willem van Kleef                                           | Voorouders van Johan Willem van Kleef                                           | Voorouders van Johan Willem van Kleef                                           | Voorouders van Johan Willem van Kleef                                           |
| ------------------------------------- | ---------------------------------------------------------------------- | ---------------------------------------------------------------------- | -------------------------------------------------------------------------------- | -------------------------------------------------------------------------------- | ------------------------------------------------------------------------------- | ------------------------------------------------------------------------------- | ------------------------------------------------------------------------------- | ------------------------------------------------------------------------------- |
| Overgrootouders                       | Johan II van Kleef (1458-1521) ∞ Mathilde van Hessen (1473-1505)       | Johan II van Kleef (1458-1521) ∞ Mathilde van Hessen (1473-1505)       | Wilhelm IV/III van Gullik-Berg (1455-1511) ∞ Sibylle van Brandenburg (1467-1524) | Wilhelm IV/III van Gullik-Berg (1455-1511) ∞ Sibylle van Brandenburg (1467-1524) | Filips I van Castilië (1478-1505) ∞ 1496 Johanna van Castilië (1479–1555)       | Filips I van Castilië (1478-1505) ∞ 1496 Johanna van Castilië (1479–1555)       | Wladislaus II van Hongarije (1456-1514) ∞ 1502 Anna van Foix (1484-1506)        | Wladislaus II van Hongarije (1456-1514) ∞ 1502 Anna van Foix (1484-1506)        |
| Grootouders                           | Johan III van Kleef (1490-1539) ∞ 1451 Maria van Gullik (1491-1543)    | Johan III van Kleef (1490-1539) ∞ 1451 Maria van Gullik (1491-1543)    | Johan III van Kleef (1490-1539) ∞ 1451 Maria van Gullik (1491-1543)              | Johan III van Kleef (1490-1539) ∞ 1451 Maria van Gullik (1491-1543)              | Keizer Ferdinand I (1503-1564) ∞ 1521 Anna van Bohemen en Hongarije (1503–1547) | Keizer Ferdinand I (1503-1564) ∞ 1521 Anna van Bohemen en Hongarije (1503–1547) | Keizer Ferdinand I (1503-1564) ∞ 1521 Anna van Bohemen en Hongarije (1503–1547) | Keizer Ferdinand I (1503-1564) ∞ 1521 Anna van Bohemen en Hongarije (1503–1547) |
| Ouders                                | Willem V van Kleef (1516-1592) ∞ 1451 Maria van Oostenrijk (1531-1581) | Willem V van Kleef (1516-1592) ∞ 1451 Maria van Oostenrijk (1531-1581) | Willem V van Kleef (1516-1592) ∞ 1451 Maria van Oostenrijk (1531-1581)           | Willem V van Kleef (1516-1592) ∞ 1451 Maria van Oostenrijk (1531-1581)           | Willem V van Kleef (1516-1592) ∞ 1451 Maria van Oostenrijk (1531-1581)          | Willem V van Kleef (1516-1592) ∞ 1451 Maria van Oostenrijk (1531-1581)          | Willem V van Kleef (1516-1592) ∞ 1451 Maria van Oostenrijk (1531-1581)          | Willem V van Kleef (1516-1592) ∞ 1451 Maria van Oostenrijk (1531-1581)          |